# I. Paszebahaenniut
I. Paszebahaenniut (görögösen Pszuszennész (ógörögül:  Ψουσέννης), uralkodói nevén Akheperré Szetepenamon; ? – Kr. e. 1001) ókori egyiptomi fáraó Kr. e. 1047-től haláláig.

## Élete
Amenemniszut követte a trónon, akinek valószínűleg féltestvére, de társuralkodója is volt. A fáraó felvette az Amon főpapja címet, amit ezután méltóságai közül a legfőbbnek tekintett.
Tanisz ezekben az évtizedekben Egyiptom egyik legszebb városa, de a szobrok jelentős része régebbi időkből származott, a város díszítésére hozták ide őket az ország különböző részeiből.  Templomot épített Ámon, Mut, Honszu tiszteletére, és hatalmas agyagfallal vette körül a templomot és a sírkerületet, a királyok ugyanis Paszebahaenniuttól kezdve Taniszban temetkeztek, kőből épített föld alatti sírkamrákban. Thébához, a szent városhoz való ragaszkodás azonban megmutatkozott abban, hogy az uralkodók ún. lélekházakat (ka-házakat) emeltek maguknak Thébában, így akarták elérni azt, hogy itt is kultuszban részesüljenek. (Théba így bizonyos mértékig Abüdosz szerepét kezdte átvenni.)
A király csodálata az első Ramszeszek korszaka iránt abban nyilvánult meg, hogy időnként a Ramszesz-Pszuszennész nevet használta, és fiának a Ramszesz-Anhefenmut nevet adta. (Egyes kutatók feltételezik, hogy a XXI. dinasztiát vérségi kötelék is fűzte a Ramszeszek uralkodóházához, de erre egyelőre nincs határozott bizonyíték.)
Paszebahaenniut uralma a külső és belső béke kora volt Egyiptom számára. Sírjából ékiratos feliratú lazúrkő gyöngy került elő, mely egy asszír vezér leánya számára készült. A kis emlékből nem lehet messzemenő következtetéseket levonni, de kétségtelenül a két állam közti kapcsolatra utal.
Halála után fia, Amenemopet örökölte Egyiptomot.